# Cabo Bellefin
El cabo Bellefin (en inglés: Cape Bellefin) es un cabo australiano que constituye el punto más septentrional de una larga península que cierra por el suroeste la bahía Shark, un amplio entrante del océano Índico en la costa oeste de la Australia Occidental. Fue descubierto formalmente por la expedición hacia las Tierras Australes liderada por el francés Nicolas Baudin a principios del mes de agosto de 1801.
El cabo está incluido en el ámbito de la bahía Shark, declarada Patrimonio de la Humanidad por la Unesco en el año 1991.

## Situación
El cabo Bellefin es la punta norte de la península de Carrarang, una larga península de la costa oeste del estado de Australia Occidental que cierra por el suroeste la bahía Shark. 
Esta gran península está por otra parte erizada de otras más pequeñas unidas a su litoral oriental y así pues bañadas también por las aguas del golfo. El cabo Bellefin está ubicado al final de la península que se adentra más hacia el norte, Bellefin Prong, y disputa esta posición extrema a otro cabo que tiene una latitud sur ligeramente mayor: este último, el cabo Heirisson, está ubicado al final de otra península paralela, la Heirisson Prong. El espacio comprendido entre ambas lenguas de tierra fue nombrado Havre Inútil por Louis Claude de Saulces de Freycinet, miembro de la expedición Baudin que había partido del puerto francés de El Havre el 19 de octubre de 1800.
Del otro lado de la península de Carrarang, el cabo Bellefin está situado frente a la costa sudeste de la isla Dirk Hartog, de la que está separado por la entrada de un estrecho curvo que fue bautizado como pasaje Espinoso. Este último es el brazo de mar más meridional que conectal la bahía Shark con el océano Índico abierto.

## Historia

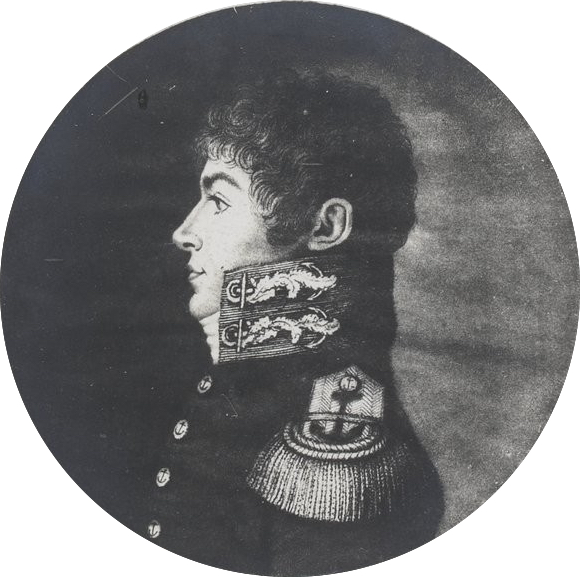
Retrato de Louis Claude de Saulces de Freycinet que nombró el cabo Bellefin.

Si bien la bahía Shark ya era conocida por los neerlandeses desde el siglo XVII, hubo que esperar al comienzo del XIX para que fuese cartografiada con precisión y sus accidentes geográficos importantes designados por un topónimo: las naves de la expedición Baudin no llegaron a la región hasta mediados del año 1801, y solo el Naturaliste procedió entonces a un reconocimiento exitoso del interior del golfo, donde se encuentra el cabo Bellefin.
Según el capítulo X del Viaje de descubrimientos a las tierras australes publicado por François Péron en 1807, este cabo fue descubierto y nombrado por Louis Claude de Saulces de Freycinet durante una exploración de varios días que hizo a bordo de una pequeña embarcación que partió de la nave mandada por Jacques Félix Emmanuel Hamelin el 2 de agosto de 1801. Lo descubre el 8 de agosto después de haber llegado al Havre Inútil por el este, y doblado el cabo Heirisson.
Le dio el nombre de cabo Bellefin en honor del «estimado médico» de su corbeta, Jérôme Bellefin, cirujano nacido en 1764 y muerto en 1835 que formaba parte de la tripulación del Naturaliste en aquel viaje. El 10 de agosto, terminado su reconocimiento del Havre Inútil, se dirigió luego hacia el sur después de volver a un punto donde ya se encontraba el 7 de agosto.